# Brunswick Heads
Brunswick Heads, de população com 2000 habitantes, é uma localidade em Nova Gales do Sul, Austrália em Byron Shire.
Está a 10 km a Norte de Byron Bay e a 40 km a Sul da fronteira de Queensland. Está localizada nas coordenadas .